# Lürwald

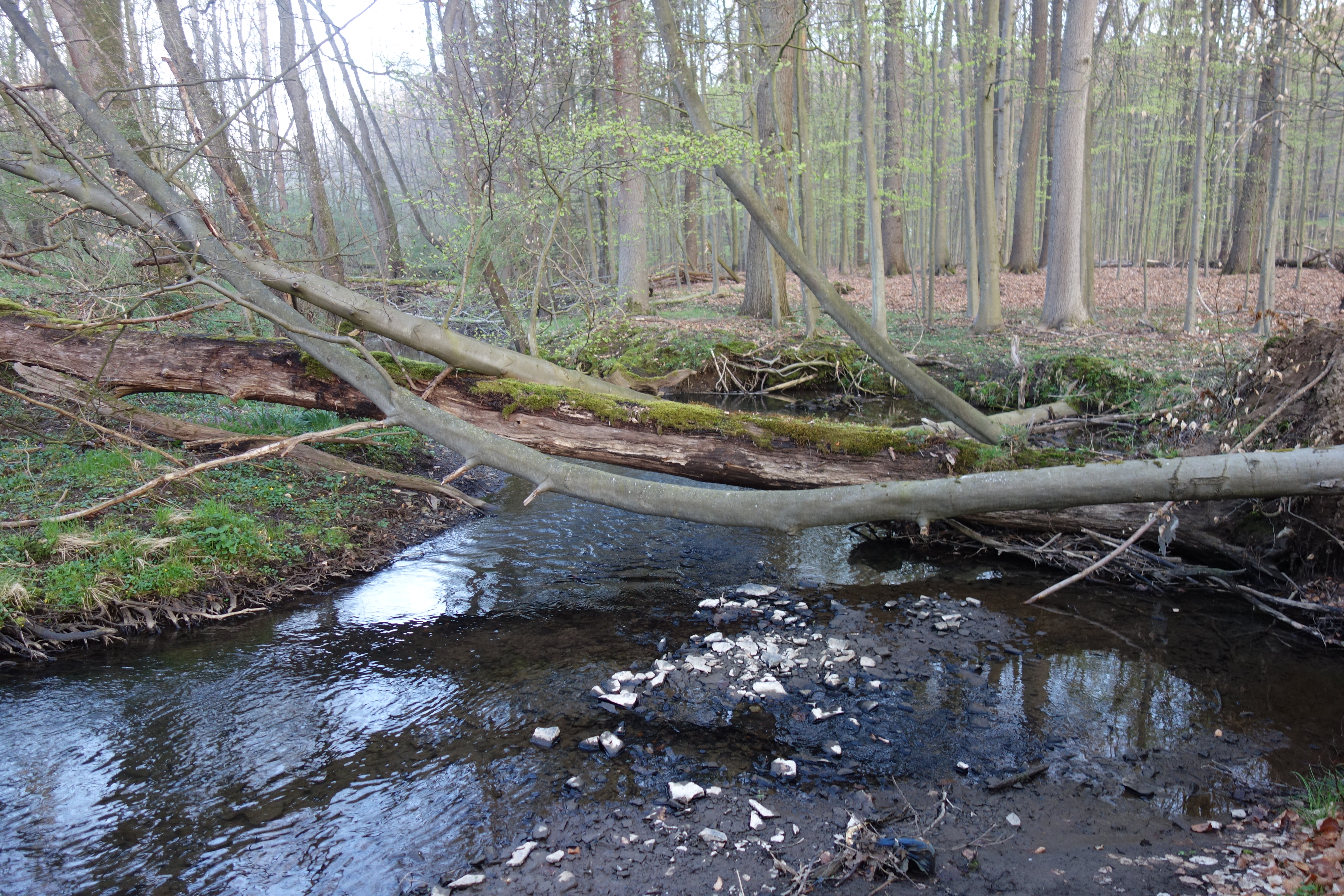
Bieberbach im Lürwald

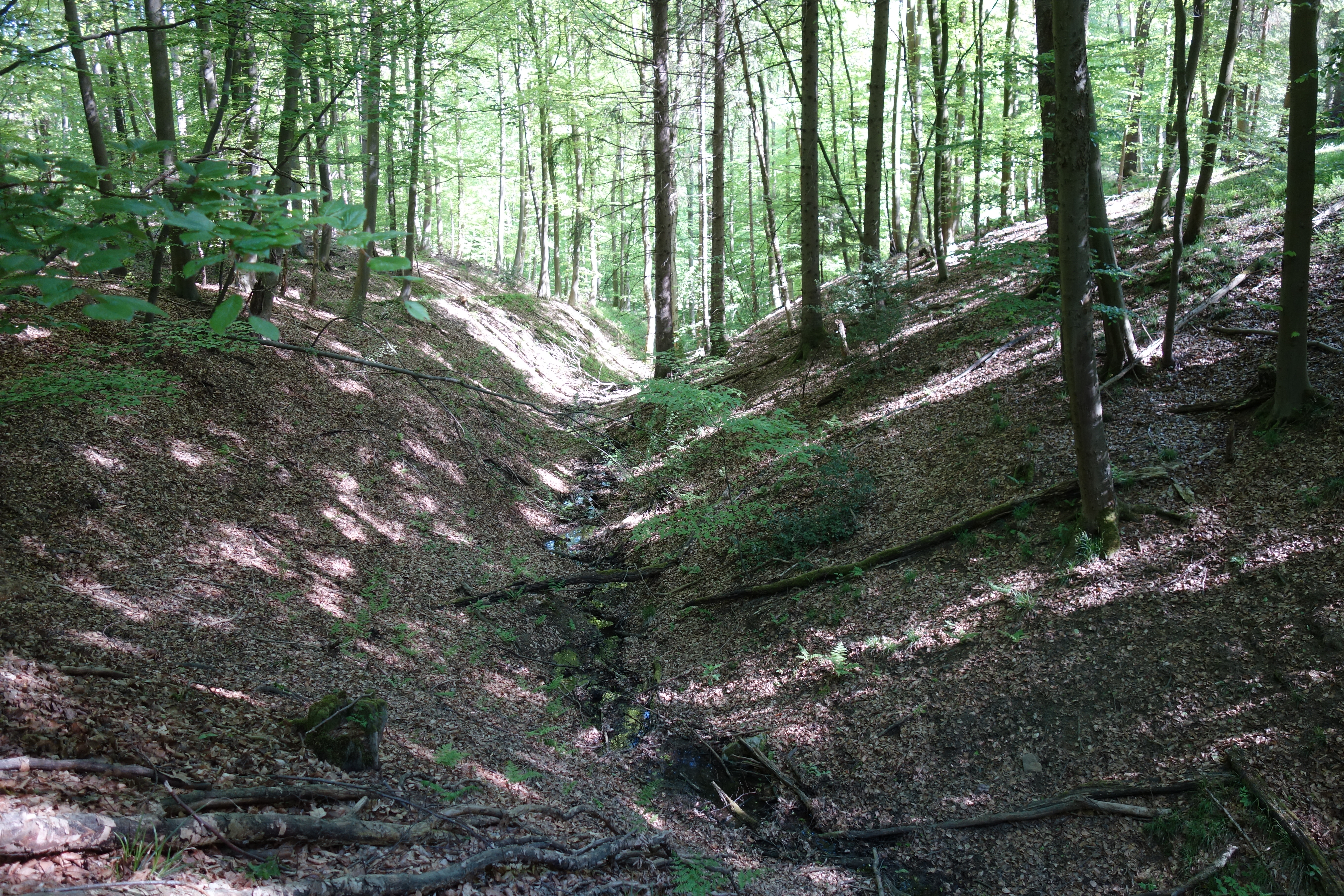
Siepen im Lürwald

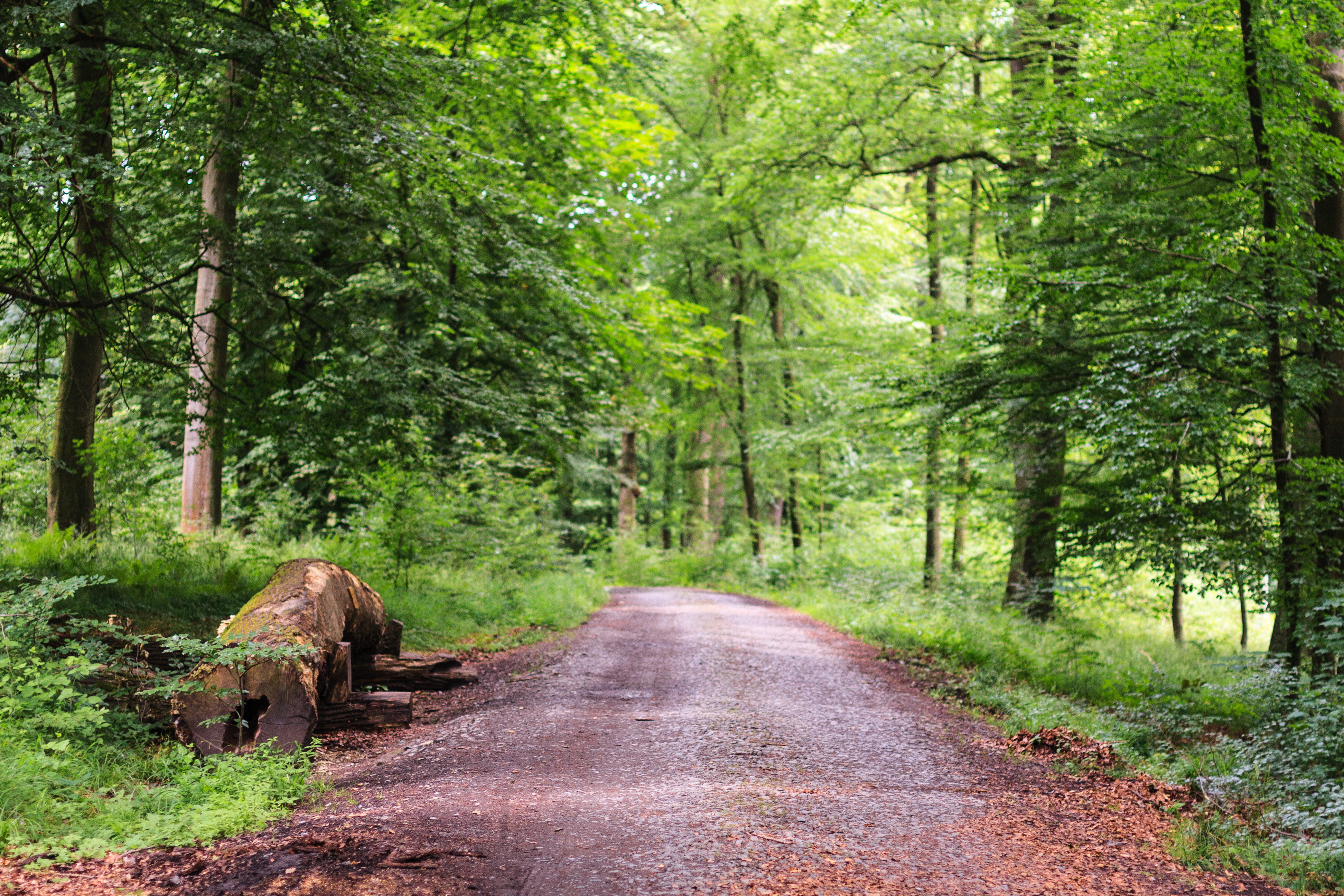
Weg im zum Lürwald gehörenden Wildwald Voßwinkel

Der Lürwald (Luerwald, Lüerwald) war ein großes historisches Waldgebiet in der Grafschaft Arnsberg und dem Herzogtum Westfalen im Sauerland. Die Begriffsverwendung hat sich bis heute auf ein Waldgebiet in der nördlichen Randzone des Sauerlandes zwischen Neheim und Menden (Sauerland) verengt. Dabei handelt es sich zum Großteil um das 1618 ha große Naturschutzgebiet Luerwald (Arnsberg) und das 563 ha große Naturschutzgebiet Luerwald und Bieberbach (Menden). Der Bereich ist zum Großteil ebenfalls Teil des 2633 ha großen FFH-Gebietes und des 2637 ha großen Vogelschutzgebietes Luerwald und Bieberbach. Der Lürwald liegt zwischen Lendringsen im Westen sowie Neheim und Hüsten mit Voßwinkel im Osten. Im Süden näherte er sich dem Tal der Hönne. Die durchschnittliche Höhe liegt bei 200 bis 300 m über NN. Der größte Teil der heutigen Naturschutzgebiete ist siedlungsfrei und wird kaum durch Straßen durchschnitten. Etwa 625 ha des Arnsberger Stadtwaldes entfallen auf den Lürwald. Auch der Wildwald Voßwinkel liegt im Lürwald. Lürwald ist auch die Bezeichnung einer von dem Geographen Wilhelm Müller-Wille von anderen Gebieten nach geomorphologischen Merkmalen abgegrenzten naturräumlichen Einheit. Umgeben ist die naturräumliche Einheit Lürwald vom Arnsberger, Fröndenberger und Schwerter Ruhrtal, vom Mendener Hügelland, von der Balver Platte und vom Hachener Bergland.

## Historischer Wald
Der Wald war im Mittelalter Besitz der Grafen von Arnsberg. Er wurde daher später auch Arnsberger Wald genannt. Dieser war größer als der heutige Arnsberger Wald und durchzog einen Großteil der Grafschaft Arnsberg. Er lag nicht nur wie der heutige Arnsberger Wald an Möhne und nördlich der Ruhr, sondern – wie der heutige Lürwald – auch südlich der Ruhr.
Geteilt war er in fünf Ruhrmarken (Wennemer, Dinscheder, Uentroper, Niedereimer und Hüstener Mark), fünf Röhrmarken (Seidfelder, Linneper, Hachener, Müscheder, Herdringer Mark), fünf Möhnemarken (Allager, Syringer (= Severinghausen), Körbecker, Delecker und Günner-Mark) und vier Wennemarken (Olper, Berger, Waldener und Hellefelder Mark) geteilt. Benannt sind sie nach den Flüssen Ruhr, Röhr, Möhne und Wenne, die den historischen Wald durchzogen oder berührten.
Der Lürwald gehörte zu den frühen Besitzungen der Grafen von Arnsberg-Werl. Dabei handelte es sich um ein Reichslehen. Die ältere Auffassung, dass es ursprünglich eine vom Reich organisierte Verwaltung gegeben habe, haben neuere Forschungen widerlegt. Frühere Belehnungen bis auf eine zu Gunsten Graf Wilhelms um 1300 sind nicht erhalten. Ludwig der Bayer belehnte 1338 Gottfried IV. In der Urkunde heißt es „silvam suam quae dicitur Lurewaldt“.
Die Grafen und die späteren Landesherren waren nicht die einzigen Herren des Waldes, sondern besaßen für sich nur ausgesonderte Teile – Sondern (Sundern). Außerdem besaßen sie den Wildforst, die Forsthoheit sowie die damit zusammenhängenden Rechte. Die Marken gehörten den Landesherren gemeinsam mit den Markenbeerbten. Einige Hofbesitzer fungierten als Markenrichter.
Mit der Verkaufsurkunde von 1368, in der Gottfried seine Grafschaft an das Erzstift Köln verkaufte, fiel auch der Lürwald/Arnsberger Wald an Köln. In dieser Urkunde wurde erstmals der Begriff Arnsberger Wald benutzt. Er war zu dieser Zeit schon kleiner als der ursprüngliche Lürwald. Bereits Liupold von Werl hatte 1102 seinen Teil am Lürwald an die Kölner Erzbischöfe abgegeben.
Der Besitz wurde zur Grundlage des kurfürstlichen Wildbanns. Der im Osten angrenzende Osterwald etwa zwischen Rüthen und Brilon gehörte den Erzbischöfen wohl schon seit dem 11. Jahrhundert. Allerdings ging ein Großteil des dortigen landesherrlichen Rechtes später an die angrenzenden Städte über. Ein Rittergeschlecht nannte sich nach dem Wald Lürwald.
Der heute als Lürwald bezeichnete Wald bezeichnet nur einen kleinen Teil des früheren Waldes und hat keine direkte Verbindung mehr mit dem heute als Arnsberger Wald bezeichneten Gebiet.

## Naturschutz
Mit dem Landschaftsplan Arnsberg wurde 1998 durch den Kreistag des Hochsauerlandkreises ein Naturschutzgebiet (NSG) mit dem Namen Naturschutzgebiet Luerwald und einer Flächengröße 1618,7 ha im Stadtgebiet Arnsberg ausgewiesen. Bei der Neuaufstellung des Landschaftsplanes Arnsberg durch den Kreistag 2021 wurde das NSG erneut ausgewiesen und die Flächengröße minimal 1618,1 ha verkleinert. 2004 folgte die Ausweisung vom Naturschutzgebiet Luerwald und Bieberbach durch die Bezirksregierung Arnsberg per Verordnung im Stadtgebiet von Menden mit einer Flächengröße von 563 ha. Der Lürwald mit umgebenden Flächen wurde 2004 auch als FFH-Gebiet Luerwald und Bieberbach (DE-4513-301) und als EU-Vogelschutzgebiet Luerwald und Bieberbach (DE-4513-401) im Rahmen der EU Natura 2000-Gebiete ausgewiesen.
Der Wald wird von zahlreichen Fließgewässern wie dem Bieberbach in Form von Waldbächen durchzogen. Die Bäche haben markante Bachmäander mit hohen Uferabbrüchen ausgebildet und weisen eine mit ausgeprägter Aue auf. Quellen, Quellbäche und Mittelgebirgsbäche sind meist unverbaut. An den Bächen existieren teilweise schmale Bach-Erlen-(Eschen-)Wälder. Vorherrschend im zentralen Lürwald sind naturnahe Laubwälder mit bodensauren Buchen- und Eichenmischwäldern im nördlichen und zentralen Luerwald. Waldmeister-Buchenwälder stocken im südlichen Teil. Es gibt Sternmieren-Eichen-Hainbuchenwälder auf staufeuchten Sonderstandorten und Erlen-Eschenwälder als Galeriewälder entlang der Bäche. Der großflächige Wald ist teils alt- und totholzreich. Es finden sich alle naturnahen Waldlebensräume und Pflanzengesellschaften des Sauerlandes in weitgehend intakter Ausprägung. Kleinflächig sind in den großen Waldbereichen wertvolle und artenreiche Feucht- und Magergrünlandflächen sowie extensiv genutzte und teilweise beweidete Mähwiesen vorhanden. Auf vegetationskundlich wertvollem Grünland im NSG ist eine mehr als 2-malige jährliche Mahd sowie jegliche Nachsaat auf diesen Grünlandflächen verboten.

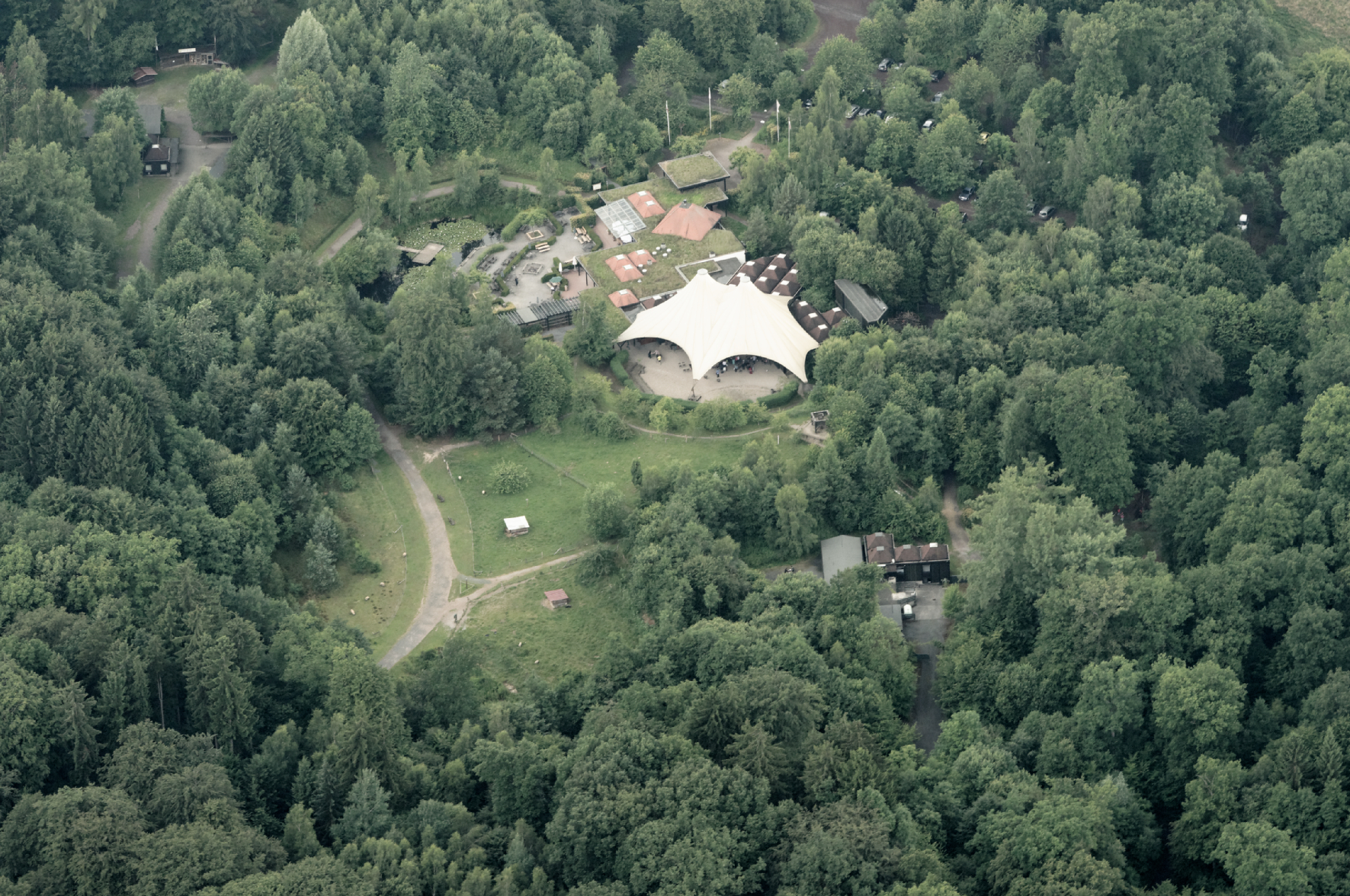
Eingangs- und Gastronomiebereich des Wildwald Voßwinkel am nördlichen Rand des Lürwaldes

Zur Fauna zählen Schwarzstorch, Kolkrabe, Waldschnepfe, Rotmilan und Mittelspecht. Der Mittelspecht hat im Luerwald eines seiner größten Vorkommen in NRW.
Die Schutzgebiete wurden zum Schutz, Erhaltung und Entwicklung eines großen, zusammenhängenden und weitgehend unzerschnittenen und unzersiedelten Waldgebietes von internationaler Bedeutung mit seltenen und gefährdeten sowie landschaftsraumtypischen Tier- und Pflanzenarten und deren Lebensstätten; Erhaltung und Entwicklung flächengroßer, oft starkholzreicher, naturnaher Laubholz-, speziell Hainsimsen- und Waldmeister-Buchenwälder und Eichen-Hainbuchenwälder; Erhaltung und Entwicklung naturnaher Fließgewässer, deren Auen und bachbegleitenden Erlen-Eschenwäldern und unter besonderer Berücksichtigung der Entwicklung eines naturnahen Feuchtwald-Verbunds entlang der Bachläufe; Schutz, Erhaltung und Entwicklung (Pflege) der artenreichen Nass- und Feuchtgrünlandinseln; Schutz und Erhaltung der potentiell natürlichen Lebensgemeinschaften vor dem Hintergrund ihrer Bedeutung als Refugiallebensraum und als Verbundbiotop in einer tlw. flächig von Nadelholz geprägten Waldlandschaft; Entwicklung der Waldgesellschaften durch Umbau des Arteninventars und damit einhergehende optimierende Vernetzung; Sicherung der Wildnisentwicklungsgebiete; Umsetzung des Europäischen Schutzgebietssystems Natura 2000 und der nachhaltigen Sicherung von besonders schutzwürdigen Lebensräumen nach § 30 BNatSchG und von Vorkommen seltener Tier- und Pflanzenarten ausgewiesen.

## Planungen zum Bau der A 46 durchs Gebiet
Ursprünglich sahen Planungen für den Weiterbau der A 46 auch die Durchschneidung des Lürwaldes vor. Eine FFH-Verträglichkeitsprüfung hinsichtlich des Lebensraums von Schwarzstörchen und anderen planungsrelevanten Arten, insbesondere FFH-Anhang-IV-Arten, zwang zu einer anderen Streckenplanung. Kritiker sehen auch in den neueren Planungen den Lürwald bedroht, obwohl spätere Planungsvarianten um den Wald herumführen.